# Reto Burrell
Reto Burrell (* 8. März 1973 in Luzern) ist ein Schweizer Musiker, Songwriter und Musikproduzent.

## Karriere
Reto Burrell verbrachte seine Kindheit in Emmen, Kanton Luzern, bis seine Eltern 1977 mit ihm nach Australien auswanderten. Einige Jahre später, zurück in der Schweiz, wuchs er in Stansstad, Nidwalden, auf. Im Alter von 12 Jahren begann er mit Musizieren und Songschreiben. Bei den ersten Bandstationen war Reto Burrell Gitarrist in diversen Rockbands, unter anderen Gründungsmitglied der Hardcore-Punkband Profax. Von Anfang bis Mitte der 90er Jahre war Reto Burrell Sänger und Gitarrist bei der Alternative-Rock-Band Släm.
1997 entschied sich Reto Burrell, als Solokünstler weiterzumachen und machte das Musizieren 1999 zum Hauptberuf. 2001 unterschrieb er beim Deutschen Label Blue Rose Records und war dort bis 2004 mit drei Alben vertreten. Weitere Alben und Bandprojekte folgten auf dem eigenen Label Echopark Music Records. Von 2011 bis 2013 war Reto Burrell neben Kisha und Rickenbacher Teil des Bandprojektes C.H. (Country Helvetia). Auf EMI Records veröffentlichten sie zwei Alben und gewannen 2011 den Prix Walo in der Sparte ’Best Swiss Country Act’. 2014 unterschrieb Reto Burrell wieder bei Blue Rose Records. 2017 unterschrieb er bei Tourbo Music und veröffentlichte dort 2017 und 2018 je ein Album. Einige seiner Alben schafften es in die Top Ten der European Americana Charts. Über die Jahre gab Burrell zahlreiche Konzerte in der Schweiz und unternahm Tourneen durch Deutschland, Österreich, Frankreich, Holland, Italien, Spanien und die USA.
Unter der Abkürzung ReBu produzierte Reto Burrell diverse Schweizer Künstler und Bands wie Ishantu, Noan, Basement Saints, Coal, Trummer, Mothers Pride, Vivian, Bougainville und déjàvu. Er schrieb auch Songs für und mit Anna Känzig, Adrian Stern, Ueli Schmezer, Trauffer, u. a.
2012 war er bei der Gründung des nationalen Vereins Musikschaffende Schweiz beteiligt, bei dem er im ersten Jahr als Präsident aktiv war.

## Diskografie

### Alben
- 1997: Eleven Songs
- 2001: Echopark
- 2002: Shaking Off Monkeys
- 2004: Roses Fade Blue
- 2004: Burrell
- 2006: Hello Hello Hello
- 2010: Go
- 2010: Song Compilation 2000-2009
- 2012: Sunshine & Snow
- 2014: Lucky Charm
- 2017: Side A & B
- 2018: Shampoo or Gasoline

### Beteiligungen
- 2002: Coal – Working Man
- 2005: Kandlbauer – Home
- 2006: Kandlbauer – Inside Out
- 2011: C.H. – Country Helvetia
- 2013: C.H. – Wurzle
- 2015: Bougainville – Femme Nomade
- 2015: Sonic Delusion – Without Warning
- 2016: The Silver Starlings – One
- 2016: ZOK